# Прапор Космачева
Прапор Космачева — офіційний символ села Космачів, Рівненського району Рівненської області, затверджений 28 листопада 2024 р. рішенням сесії Костопільської міської ради. 
Автор — А. Гречило та Ю. Терлецький.

## Опис
Квадратне жовте полотнище, по периметру якого 9 зелених соснових шишок, а у центрі — квадратне поле (розміром у чверть поля прапора), яке складається із трьох горизонтальних смуг — синьої, білої та синьої (співвідношення їхніх ширин рівне 7:2:7), на верхній синій — дві жовті лілеї, на нижній синій — одна жовта лілея.

## Значення символів
Три лілеї походять із герба власника поселення у XVII ст. — Йосифа Чаплича-Шпановського. Біла смуга означає річку Косму, від якої село отримало назву. Шишки символізують багаті соснові ліси, серед яких виник Космачів. Жовтий колір вказує на сільське господарство, а синій — місцеві водойми.